# Gunnel Ekroth
Gunnel Ekroth  (* 1963) ist eine schwedische Archäologin und Historikerin. Sie schloss ihr Studium mit einer Dissertation über die Opferrituale griechischer Heldenkulte in der archaischen bis frühhellenistischen Zeit an der Universität Stockholm ab. Sie ist Professorin am  Department für Archäologie und Alte Geschichte an der Universität Uppsala und Mitglied der Königlichen Schwedischen Akademie der Literatur, der Geschichte und der Altertümer.
2023 wurde sie zum Mitglied der Academia Europaea gewählt.

## Schriften (Auszug)
- The Sacrificial Rituals of Greek Hero-Cults in the Archaic to the Early Hellenistic Period (= Kernos. Supplementband 12). Centre International d’Étude de la Religion Grecque Antique, Lüttich 2002. ISBN 2-87456-003-0, ISBN 2-8218-2900-0 (openedition.org).
- The importance of sacrifice: new approaches to old methods. In: Kernos. Revue international et pluridisciplinaire de religion grecque antique. Band 20, Lüttich 2007, S. 387–399. (openedition.org).
- A view from the Greek side: Interpretations of animal bones as evidence for sacrifice and ritual consumption. In: Journal of ancient Judaism, Göttingen 2016.
- Don’t throw any bones in the Sanctuary! on the handling of sacred waste in ancient Greek cult places. In: Memoirs of the American Academy in Rome. Supplementary Volumes. Band 13, Ritual Matters: Material Remains and Ancient Religion. Michigan 2017, S. 33–55.
- Holocaustic sacrifices in ancient Greek religion and the ritual relations to the Levant: North-Eastern Mediterranean at the turn of the Bronze Age and in the early Iron Age. In: Lukasz Niesiolowski-Spanò, Marek Węcowski (Hrsg.): Change, continuity, and connectivity: North-Eastern Mediterranean at the turn of the Bronze Age and in the early Iron Age. Wiesbaden 2018. ISBN 978-3-447-10969-7. S. 308–326.
- Why Does Zeus Care about Burnt Thighbones from Sheep? Defining the Divine and Structuring the World through Animal Sacrifice in Ancient Greece. In: History of Religions. Band 58 (3). Chicago 2019.  S. 225–250.